# Ted (televisieserie)
Ted is een Amerikaanse komedieserie op Peacock geschreven door Seth MacFarlane. De serie is een prequel van de films Ted en Ted 2. Seth MacFarlane spreekt opnieuw de stem van het titelpersonage in. De overige hoofdrollen worden vertolkt door Max Burkholder, Alanna Ubach, Scott Grimes en Giorgia Whigham. Ted werd uitgebracht op 11 januari 2024. De serie telt zeven afleveringen en kreeg overwegend positieve recensies.

## Synopsis
De serie speelt in 1993-94, tussen de openingsscene en de gebeurtenissen van Ted. De serie volgt het jonge leven van teddybeer Ted die samenwoont met de zestienjarige John Bennett en zijn familie in Framingham (Massachusetts). Naast Ted en John wonen ook de vader van John Matty, zijn moeder Susan en zijn nicht Blaire, die bij hen woont omdat ze een studie volgt, in het huis van de Bennetts. Ted wordt door de problemen die hij veroorzaakt als hij alleen is, gedwongen om samen met John naar school te gaan.

## Rolverdeling

### Hoofdrollen
| Acteur          | Personage      |
| --------------- | -------------- |
| Seth MacFarlane | Ted            |
| Max Burkholder  | John Bennett   |
| Giorgia Whigham | Blaire Bennett |
| Alanna Ubach    | Susan Bennett  |
| Scott Grimes    | Matty Bennett  |

### Bijrollen
| Acteur                    | Personage                   |
| ------------------------- | --------------------------- |
| Marissa Shankar           | Sarah                       |
| Ara Hollyday              | Andrew                      |
| Liz Richman               | Polly                       |
| Jack Seavor McDonald      | Clive                       |
| Julius Sharpe             | Mr. George                  |
| Penny Johnson Jerald      | Schoolhoofd                 |
| Mike Henry                | Bankmedewerker              |
| Charly Jordan             | Sheila Borgwat              |
| Ian McKellen              | Verteller                   |
| Don Lake                  | Bert                        |
| John Viener               | Dr. Frankel                 |
| Audrey Wasilewski         | Muriel                      |
| Dana Gould                | Priester                    |
| Marc Jablon               | Manager restaurant          |
| Brendan Jenning           | Eigenaar van de struisvogel |
| Danny Jolles              | Will                        |
| Josh Stamberg             | Professor Lucas Damon       |
| Ivar Brogger              | Vader Odell                 |
| Jason Kravits             | Mr. Maynard                 |
| Paul Schackman            | Sandy                       |
| Bobby Strom               | Dennis                      |
| Charlotte Fountain-Jardim | Bethany Borgwat             |
| Tim Russ                  | dokter                      |

## Afleveringen
| Nr. | Titel                              | Regisseur       | Schrijver(s)               | Originele uitzenddatum |
| --- | ---------------------------------- | --------------- | -------------------------- | ---------------------- |
| 1   | Just Say Yes                       | Seth MacFarlane | Seth MacFarlane            | 11 januari 2024        |
|     |                                    |                 |                            |                        |
| 2   | My Two Dads                        | Seth MacFarlane | Paul Corrigan & Brad Walsh | 11 januari 2024        |
|     |                                    |                 |                            |                        |
| 3   | Ejectile Dysfunction               | Seth MacFarlane | Dana Gould                 | 11 januari 2024        |
|     |                                    |                 |                            |                        |
| 4   | Subaways, Bicycles and Automobiles | Seth MacFarlane | Jon Pollack                | 11 januari 2024        |
|     |                                    |                 |                            |                        |
| 5   | Desperately Seeking Susan          | Seth MacFarlane | Seth MacFarlane            | 11 januari 2024        |
|     |                                    |                 |                            |                        |
| 6   | Loud Night                         | Seth MacFarlane | Julius Sharpe              | 11 januari 2024        |
|     |                                    |                 |                            |                        |
| 7   | He's Gotta Have It                 | Seth MacFarlane | Paul Corrigan & Brad Walsh | 11 januari 2024        |
|     |                                    |                 |                            |                        |

## Productie
In 2021 werd door Peacock aangekondigd dat zij de rechten had bemachtigd om een prequelserie te maken die zich afspeelt voorafgaand aan de film Ted. Naast zijn rol als producer, keerde Seth MacFarlane terug om de stem in te spreken van het titelpersonage. De andere hoofdrolspelers van de films, Mark Wahlberg, Mila Kunis en Amanda Seyfried, keerden niet terug aangezien het een prequelserie betreft. In 2022 voegden Scott Grimes, Max Burkholder en Giorgia Whigham zich tot de cast. In mei 2022 voltooide Alanna Ubach de cast van de serie.
Volgens MacFarlane kreeg hij de kans om een televisieserie over Ted te ontwikkelen bij Universal Studios na het succes van de films en kwam overeen dat het personage met digitale animatie zou worden gecreëerd. De keuze viel op een prequelserie om daarin nog meer over de jeugd van Ted te vertellen en door Wahlberg's drukke schema was hij verhinderd. MacFarlane hoopte dat een televisieserie op een streamingsdienst aantrekkelijker zou zijn aangezien hij dit nog niet eerder had gezien. Max Burkholder vertelde dat alle hoofdrolspelers voor drie maanden met een levensechte replica van Ted moesten lopen om zich op hun rol te kunnen voorbereiden.
De opnames begonnen in augustus 2022 in de Universal Studios Lot. De serie werd geproduceerd door ViewScreen, een nieuw programma ontwikkeld door Fuzzy Door Productions dat speciale effecten in het echt filmde. De serie bestond uit zeven afleveringen uit het jonge leven van Ted. In november 2022 bevestigde MacFarlane dat de opnames waren afgerond.

## Release
De première van Ted vond plaats op 10 januari 2024 in de ACM bioscoop in in The Grove in Los Angeles.
Alle zeven afleveringen werden uitgebracht op 11 januari 2024. Binnen drie dagen was de serie het meest bekeken op streamingsdienst Peacock. In het Verenigd Koninkrijk werd de serie op Sky uitgebracht op 9 februari 2024. In Nederland is de serie te zien op streamingsdienst SkyShowtime.